# Estuário do Tejo

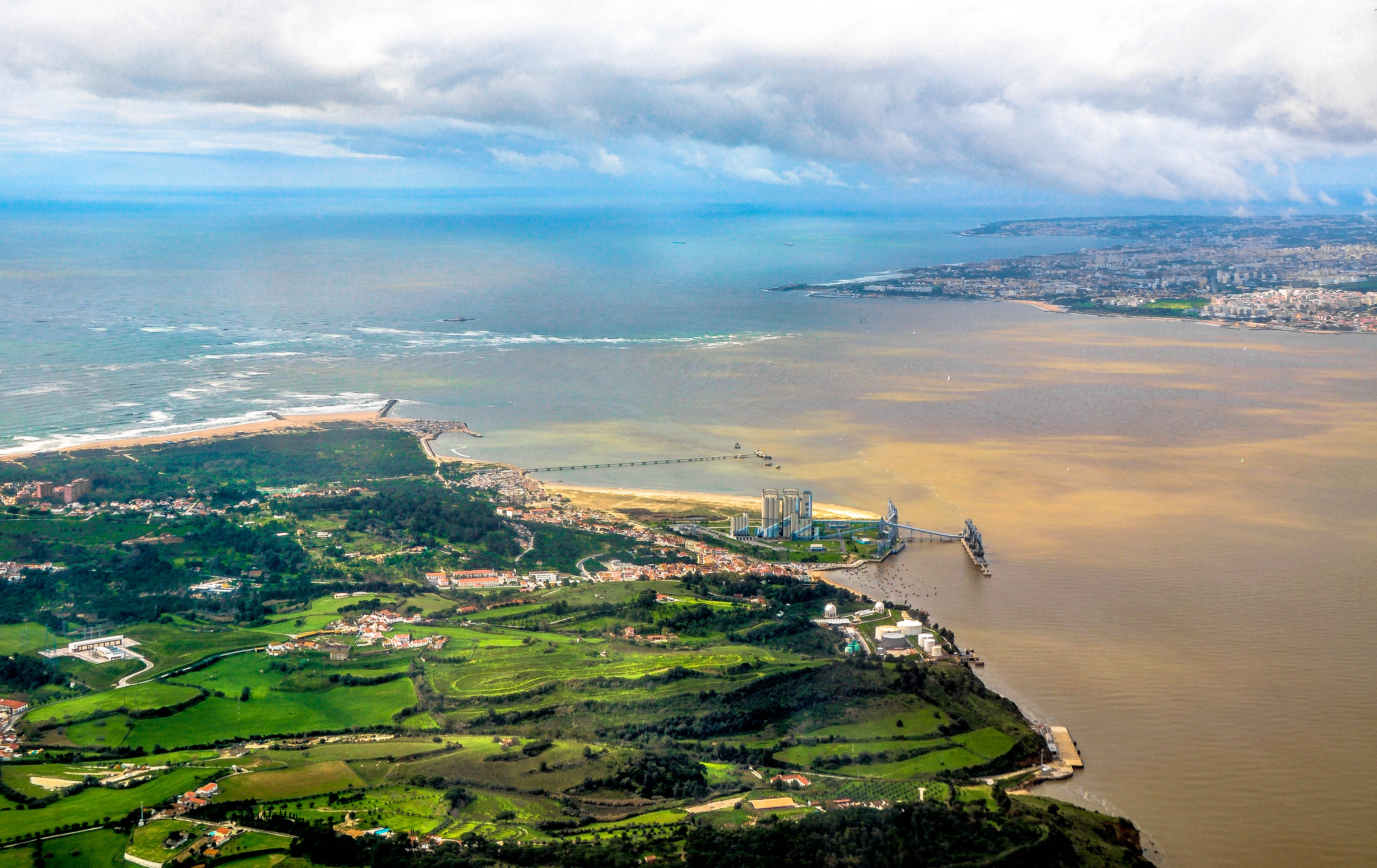
Estuário do Tejo

O estuário do Tejo (estuário do rio Tejo ou frequentemente apenas referido como Tejo) é um ambiente aquático de transição entre o rio Tejo e o oceano Atlântico. É em torno do atraente ambiente ribeirinho deste estuário que emerge a Área Metropolitana de Lisboa, dividindo a Grande Lisboa da Península de Setúbal. É um dos maiores estuários da Europa Ocidental e o maior de Portugal.

## Geografia
É atravessado por duas pontes, sendo amais antiga a ponte 25 de Abril (inaugurada em 1966, então Ponte Salazar), uma das maiores pontes suspensas da Europa. A outra é a ponte Vasco da Gama, de cerca de 17 km de comprimento e inaugurada em 1998, fica numa grande parte da bacia do estuário do Tejo, a parte mais larga e mais afastada do oceano Atlântico, que é chamada de mar da Palha.

## História
O estuário do Tejo foi palco de acontecimentos que marcaram a História de Humanidade. Dele partiram as naus e as caravelas dos descobrimentos portugueses que deram início à Era dos Descobrimentos Europeus, começando a delinear o mapa do mundo, responsáveis por importantes avanços da tecnologia, ciência náutica, cartografia e astronomia. A entrada da barra do estuário do Tejo é a porta atlântica de Lisboa, por isso foi construído todo um conjunto de fortalezas, como o forte de São Julião da Barra, o forte de São Lourenço do Bugio, a Torre de Belém, entre muitos outros. 
Mais tarde, a onda que assolou Portugal no dia do Terramoto de 1755, subiu as suas águas e inundou Lisboa. Este desastre mortífero e devastador, segundo Theodor Adorno teve um impacto profundo e transformador na cultura e filosofia europeias, largamente discutido pelos filósofos iluministas. Marcou o nascimento da Sismologia moderna, cuja primeira iniciativa de descrição objetiva foi o Inquérito do Marquês de Pombal. O primeiro sistema antissísmico no mundo foi também um dos seus legados à região, com uma arquitetura que é hoje símbolo do espírito de iniciativa da época. Kant publicou três textos distintos sobre o terramoto, uma das primeiras tentativas sistematizadas de tentar explicar os sismos sem ser através de causa sobrenaturais. O pensador pós-moderno Werner Hamacher chega a defender a tese de que as consequências do terramoto se estenderam ao vocabulário da Filosofia. Segundo Hamacher, os conceitos de "fundamentação" e "fundamentos" das teorias filosóficas têm origem em metáforas, mostrando como estes podem ser facilmente "abalados" pela incerteza. "Sob a impressão exercida pelo terramoto de Lisboa, que tocou a mentalidade europeia numa das suas épocas mais sensíveis, as metáforas da fundamentação ("ground" = chão, em inglês) e dos abalos perderam totalmente a sua inocência aparente; deixavam de ser meras figuras de estilo" (pág. 263). Hamacher defende mesmo que a certeza fundadora da filosofia de Descartes sofreu um considerável abalo após o terramoto.

## Ecossistema

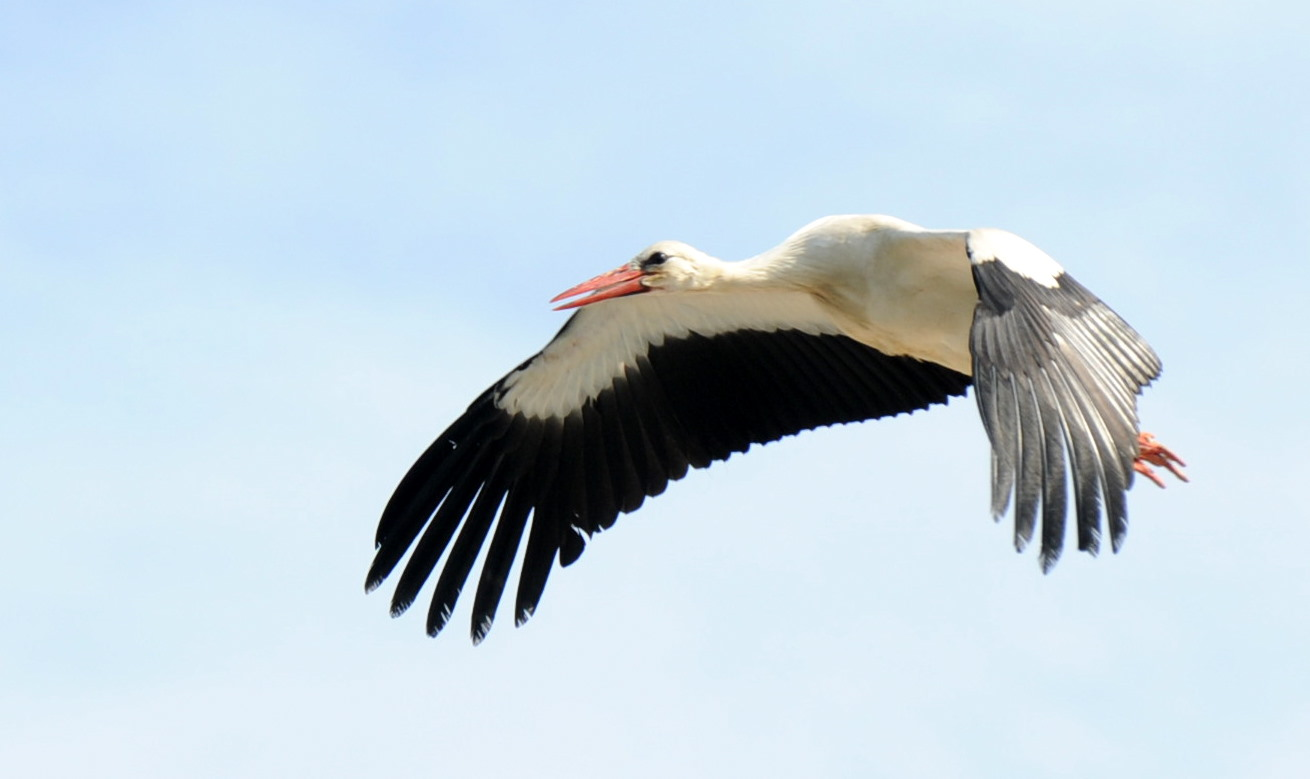

O Estuário do Tejo é a maior zona húmida do país e uma das mais importantes da Europa, um santuário para peixes, moluscos, crustáceos e, sobretudo, para aves, que nele se detém quando de sua migração entre o Norte da Europa e a África. Sendo maior estuário da Europa Ocidental, alberga regularmente 50 mil aves aquáticas invernantes (flamingos, patos, aves limícolas, etc.). Devido às suas condições únicas foi criada em 1976 uma reserva ecológica na zona superior do estuário, a Reserva Natural do Estuário do Tejo (RNET), onde nidificam várias espécies de aves.
Todos os anos atracam centenas de paquetes de luxo em Lisboa. Devido à grande poluição do estuário deixaram de existir golfinhos de forma permanente. Nos últimos anos durante o Verão têm aparecido exemplares, mas que logo retornam ao Atlântico.